# フレスコ

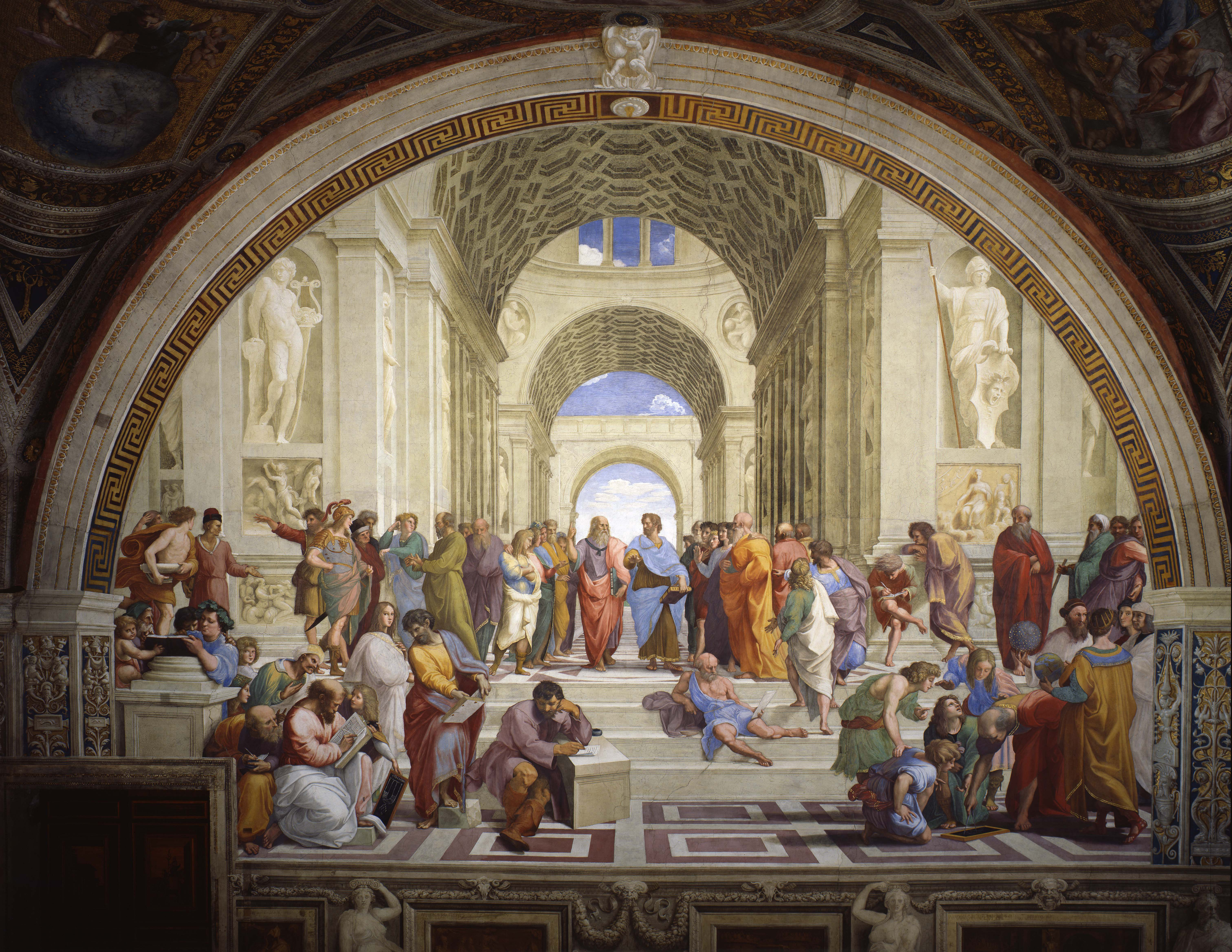
ラファエロ『アテナイの学堂』
1509-1510、フレスコ、500×770cm、バチカン市国

フレスコ（英語: fresco、イタリア語: affresco）は、絵画技法のひとつ。この技法で描かれた壁画をフレスコ画と呼ぶ。西洋の壁画などに使われる。

## 概要
フレスコは、まず壁に漆喰を塗り、その漆喰がまだ「フレスコ（新鮮）」である状態で、つまり生乾きの間に水または石灰水で溶いた顔料で描く。やり直しが効かないため、高度な計画と技術力を必要とする。逆に、一旦乾くと水に浸けても滲まないことで保存に適した方法だった。失敗した場合は漆喰をかき落とし、やり直すほかはない。
古くはラスコーの壁画なども洞窟内の炭酸カルシウムが壁画の保存効果を高めた「天然のフレスコ画」現象と言うこともできる。古代ローマ時代のポンペイの壁画もフレスコ画と考えられている（蜜蝋を用いるエンカウストという説もある）。フレスコ画はルネサンス期にも盛んに描かれた。ラファエロの『アテネの学堂』やミケランジェロの『最後の審判』などがよく知られている。

## フレスコの種類

### 湿式法
ブオン・フレスコ (Buon Fresco)
「真の（正しい）フレスコ」の意味。漆喰を塗ってからまもなく硬化する前の表面に耐アルカリ性の顔料を水または石灰水で溶いたもので描く。漆喰が硬化する過程で生じる消石灰（水酸化カルシウム）の化学変化により、顔料は壁に定着する。媒材（バインダー）を用いないため顔料の発色が最高度に活かされ、顔料は壁と一体化するため高い耐久性を持つ。漆喰が生乾きの状態で描かなければならないため、一日に描くことの出来る仕事量を計算して壁を区分し塗りついでいく。この区分を「ジョルナータ（giornata=一日分）」と呼ぶ。大きな壁面をブオン・フレスコで仕上げるためにはジョルナータ法は不可欠である。ジョルナータ法を確立したのはアッシジにおけるジョット。それ以前は、作業用足場に沿う形の水平の大きな区分の漆喰を一度に塗り、足場を下げるのに合わせ、上から下に塗りついでいた。この塗り継ぎ法はジョルナータに対して「ポンタータ(pontata＝足場式)」と呼ばれる。

### 乾式法
フレスコ・セッコ (Fresco Secco)
「乾いたフレスコ」の意味。ア・セッコ(a Secco)とも。乾燥した漆喰の上に描く。漆喰は顔料の定着に寄与しないため媒材が必要となる。媒材として用いられるのは卵、兎膠、石灰カゼイン、現代ではアクリリックなど。壁の上に描くテンペラとも言える。ブオン・フレスコに比べ、発色や耐久性は劣る。ジョット以前はむしろこの技法が主流であった。ブオン・フレスコによって描かれた壁画の大半も、アルカリによって変色する顔料の使用、塗り継ぎ部分の色合わせなどで部分的にフレスコ・セッコが用いられている。

### 半湿式法
メッゾ・フレスコ (Mezzo Fresco)
「半分または中間的なフレスコ」の意味。ブオン・フレスコの製作可能時間を延長するために考案された技法。漆喰の乾燥が進んだ後も描き続けるために、顔料に媒材として消石灰などを混ぜる。壁面の乾燥を遅らせるために砂を多めにした漆喰を用いる、顔料の定着を助ける目的で漆喰の表面を粗く仕上げるなどの特徴がある。

### 掻き落とし法
ズグラッフィートまたはグラッフィート (Sgraffito/Graffito)
「引っ掻かれた」の意味。2層または数層の異なる色彩の漆喰を塗り重ね、一部を掻き落として絵柄を浮き出す技法。漆喰の着彩には土性顔料を用いる。型紙を用いて比較的安価に制作でき耐久性も高いため外壁に用いられることが多い。

## 基本的な描法

### 湿式法の構造
支持体(壁芯)
普通は煉瓦や石を組んだ壁などを支持体とする。葦などを編んだカンニッチョとよぶ支持体を用いる場合もある。
荒下地(トルリザチオ trullisatio)
支持体の壁面を水で良く洗い充分湿らせてから、粗い川砂と消石灰の漆喰を壁に投げつけるように塗り付ける。
中間層（アリッチョ arriccio）
トルリザチオを乾かし（通常一週間程度）、トルリザチオを水で充分湿らせ、川砂と消石灰による漆喰を塗る。
下絵（シノピア sinopia）
中間層に、水で溶いたシノピア、ヴェルダッチョなどの顔料による下絵を描く。下絵を描く目的は全体像を確認するとともに、ジョルナータの区分を明確にすること。この層は完全に次の層に被われるため顔料の定着に留意する必要はない。そのため区分せず全画面は一度に描かれる。また次の漆喰層の定着のために下絵完成後、表面にケガキで筋状の傷を付けることが多い。原寸大の紙に描かれた下絵（カルトーネ cartone）を漆喰に転写する方法には、壁の上に重ねたカルトーネの上を尖ったものでなぞるけがき法（インチジオーネ incisione）と、カルトーネに針で穴を開け、その穴から顔料を透過させる方法（スポルベロ spolvero）とがある。
中世期にはこの下絵層を指す言葉は存在しなかった。「シノピア」と呼ばれるようになったのは、修復過程で下絵層の即興的描画の美術史的価値と芸術性が注目された20世紀以降である。
上塗り＝描画層（イントナコ intonaco）
ジョルナータ分の漆喰を強く塗り、表面を平らに仕上げる。漆喰層がしまってきたら水または石灰水で溶いた顔料で描き始める。
漆喰が乾くと顔料の表面が炭酸カルシウムの皮膜で覆われるため、最終層の漆喰は一日で描けるだけのもの（ジョルナータ分）を準備し、素早く描かなければならないため相応の技術と経験が必要となる。

## 仕組み
1. 漆喰には石灰岩（CaCO3）を焼成し、生石灰（CaO）にした上に加水した消石灰（Ca(OH)2）を使用する。
2. 作品を描写中、媒剤となる水分はたえず気化し、消石灰は二酸化炭素（CO2）を吸収、酸素（H2O）を放出し、炭酸カルシウム（CaCO3）に変化する。

炭酸カルシウムは水に溶けないため、フレスコ画は保存性に大変優れている。

## 著名なフレスコ画
- ルクソール神殿（エジプト・ルクソール） - キリスト教徒によって描かれたフレスコ画が残っている。世界遺産「古代都市テーベとその墓地遺跡」の一部。
- ギョレメの岩窟教会（トルコ・カッパドキア） - 9世紀-11世紀の作品。世界遺産「ギョレメ国立公園とカッパドキアの岩石遺跡群」の一部。
- サン・フランチェスコ聖堂（イタリア・アッシジ） - ジョットによる「聖人フランチェスコの生涯」「玉座の聖母と4人の天使と聖フランチェスコ」がある。13世紀末期の作品。世界遺産「アッシジ、フランチェスコ聖堂と関連修道施設群」の一部。
- バチカン宮殿（バチカン市国） - ラファエロによる「アテナイの学堂」がある。16世紀初頭の作品。世界遺産「バチカン市国」の一部である。
- システィーナ礼拝堂（バチカン市国） - ボッティチェリによる壁画や、ミケランジェロによる「創世記」「最後の審判」が著名である。16世紀前半の作品。世界遺産「バチカン市国」の一部。
- カーリエ博物館（旧コーラ修道院）（トルコ・イスタンブール） - 14世紀に描かれた末期ビザンティン美術の宗教画。世界遺産「イスタンブール歴史地域」の一部。

### ギャラリー

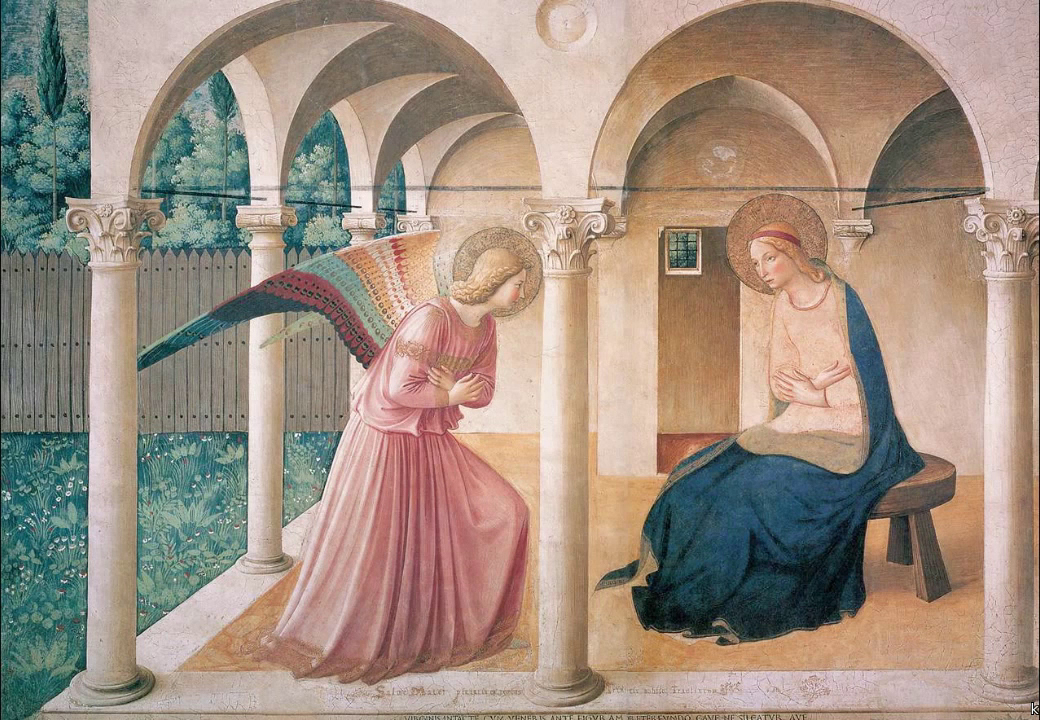
受胎告知、1437-46年頃、サン・マルコ美術館所蔵
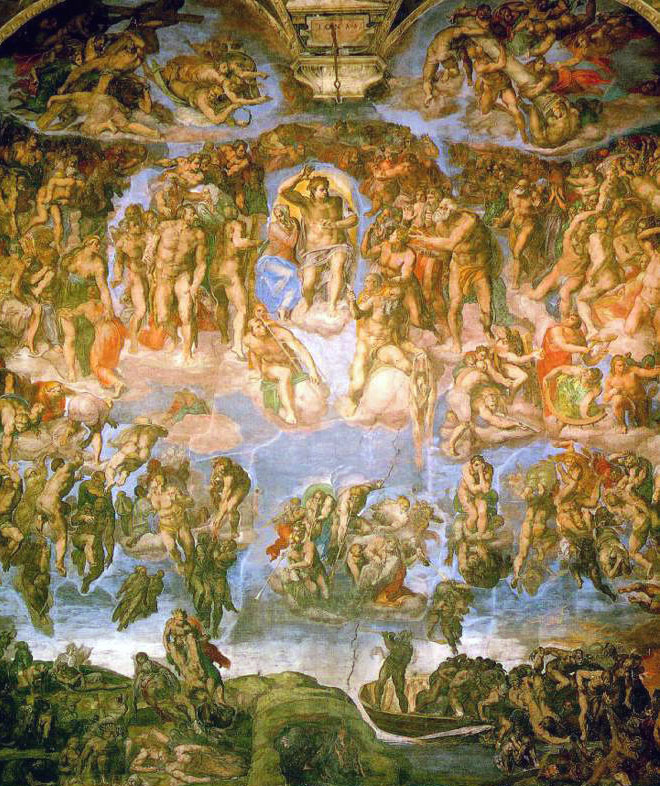
システィーナ礼拝堂『最後の審判』
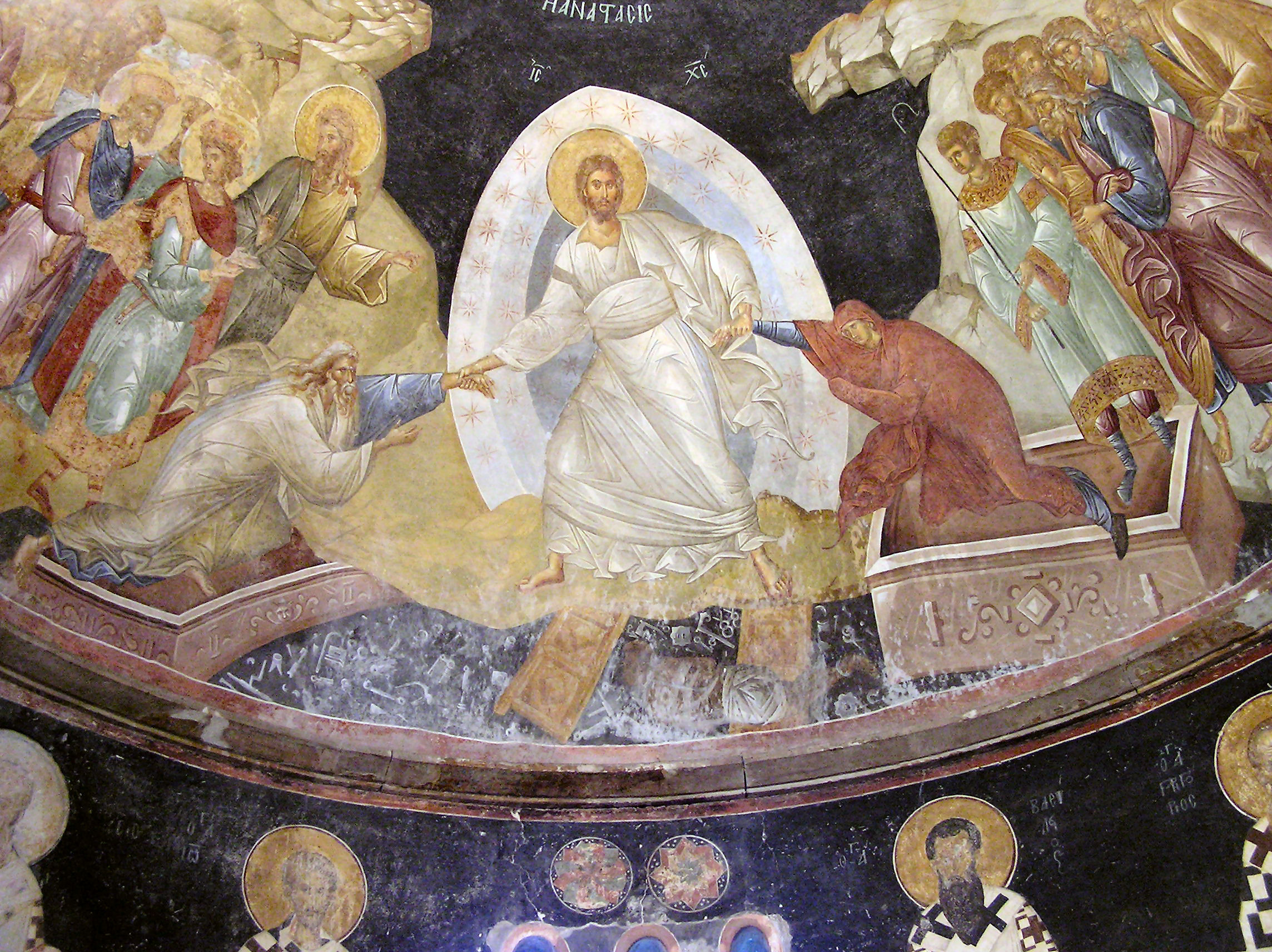
カーリエ博物館『主の復活』
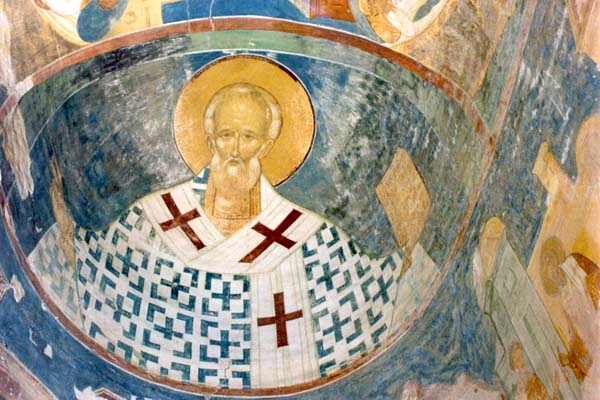
フェラポントフ修道院『ミラの聖ニコライ』

## フレスコ画家
日本
- 長谷川路可 - カトリック喜多見教会に日本初のフレスコ壁画を制作。イタリア，チヴィタヴェッキアにある日本聖殉教者教会のフレスコ画を制作。菊池寛賞を受賞。
- 絹谷幸二 - イタリアのヴェネツィアで本格的にフレスコ画を学び帰国。1974年安井賞を受賞。東京芸術大学教授。日本芸術院会員。
- 大野彩
- 金井主龍
- 福井洋一
- 坂田秀夫
- 坂田由美子
- 前川佳文
- 高橋久雄
- 三野哲二
- 瑞慶覧かおり
- 前川雅幸
- 松井和弘